# Víctor Morales
Víctor Morales Salas (10. května 1905 – 22. května 1938) byl chilský fotbalový obránce. Byl součástí chilské reprezentace na Letních olympijských hrách 1928 a Mistrovství světa ve fotbale 1930. Celou kariéru strávil v klubu Colo-Colo.

## Smrt
Morales zemřel 22. května 1938 ve věku pouhých 33 let na srdeční zástavu.